# Nudità

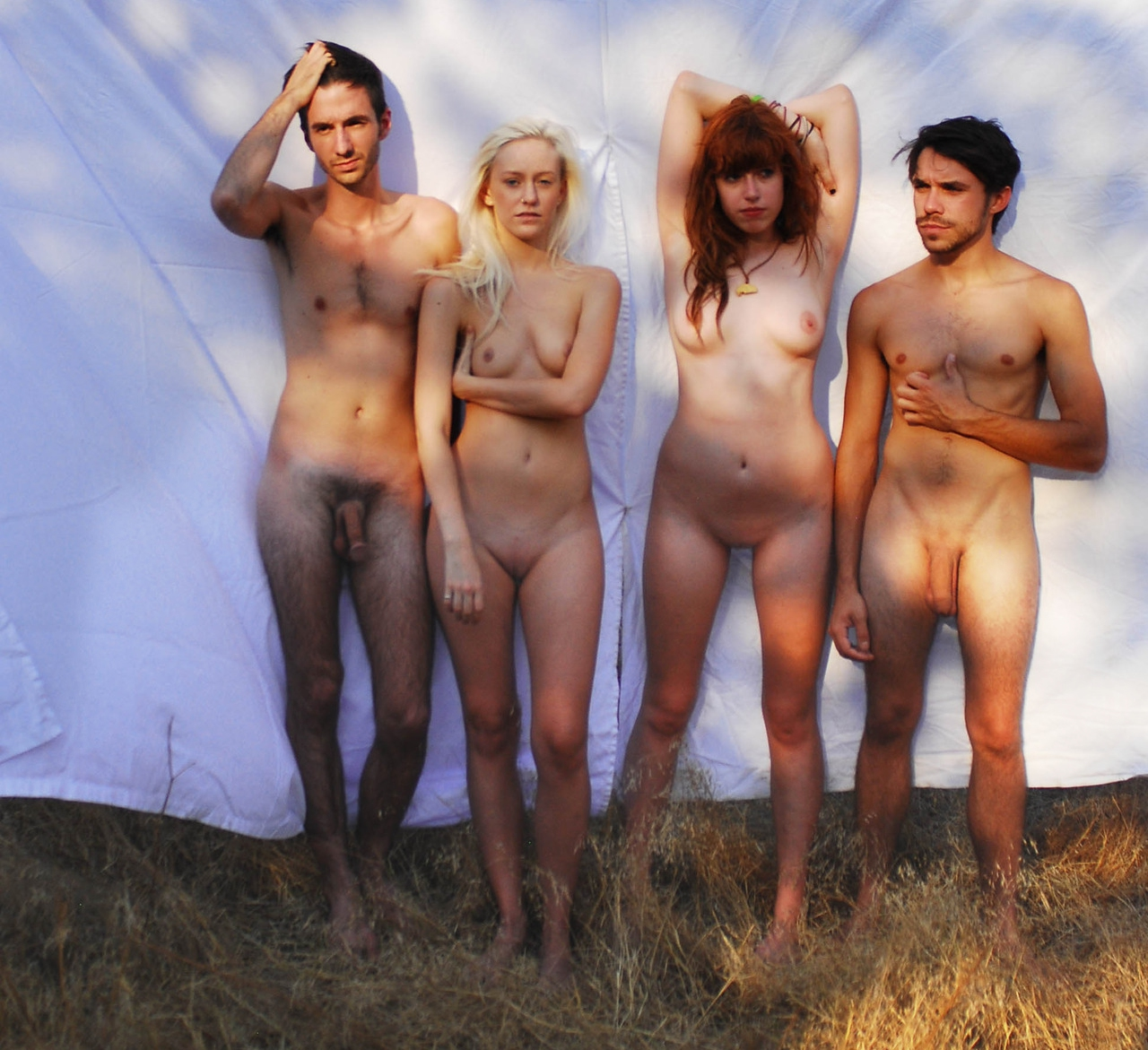
Uomini e donne nudi

La nudità è lo stato del corpo privo di indumenti. Pur essendo la normale condizione biologica, essa assume significato nella specie umana poiché quest'ultima, nel corso dell'evoluzione, ha perduto la maggior parte del pelo e ha sviluppato l'uso di vestirsi già per necessità primarie legate alla protezione del corpo. Ciò ha permesso lo sviluppo di un concetto di nudità con implicazioni sociali, etiche, psicologiche e culturali.

## Etimologia

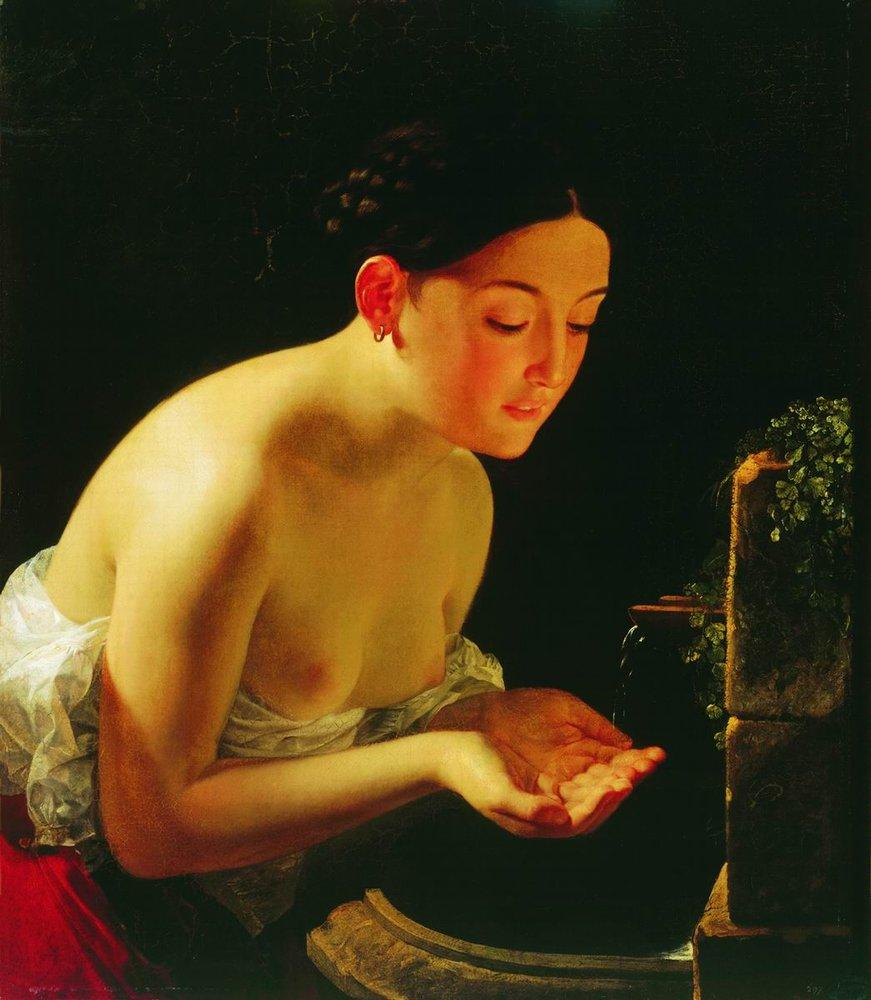
Ritratto dipinto da Karl Brjullov.

I termini italiani nudo e nudità derivano dai corrispondenti latini nudu[m] e nuditate[m]. In entrambe le lingue l'aggettivo assume anche le accezioni estensive di «spoglio», «disadorno», «brullo», «povero», «semplice». La forma latina parrebbe doversi ricondurre all'arcaico *nugdus, che rivela una discendenza dalla radice indoeuropea *negʷ-, da cui anche il sanscrito nagna, il tedesco nackt e l'inglese naked, dallo stesso significato.

## Concetto
I concetti di nudità e seminudità sono culturalmente variabili in senso sincronico e diacronico e risentono della confusione con il diverso concetto di pudore. Se tra le popolazioni indigene delle Americhe è comune non indossare abiti e se nell'antico Egitto era apprezzata l'esposizione del seno femminile, in Occidente nell'età contemporanea si affermò il costume di vestirsi completamente, lasciando scoperto soltanto il capo e nascondendo anche caviglie e mani. Tradizioni religiose locali possono imporre di indossare abiti che coprano l'intero corpo, testa e viso compresi (burqa).
A causa dell'interferenza del concetto di pudore, la nudità integrale è spesso confusa con l'esposizione dei genitali. Il senso comune vuole gli organi riproduttivi protetti dalla vista degli estranei, anche a costo di una sanzione penale; però negli ordinamenti giuridici democratici come quello italiano si opera un distinguo a seconda dei contesti, sicché il nudo integrale è considerato irrilevante, ad esempio, in un ambito naturista. Si parla di seminudità quando è a nudo la maggior parte del corpo, più di quanto di norma avvenga in un contesto sociale, sì che l'abbigliamento risulta «insufficiente».

## Storia della nudità

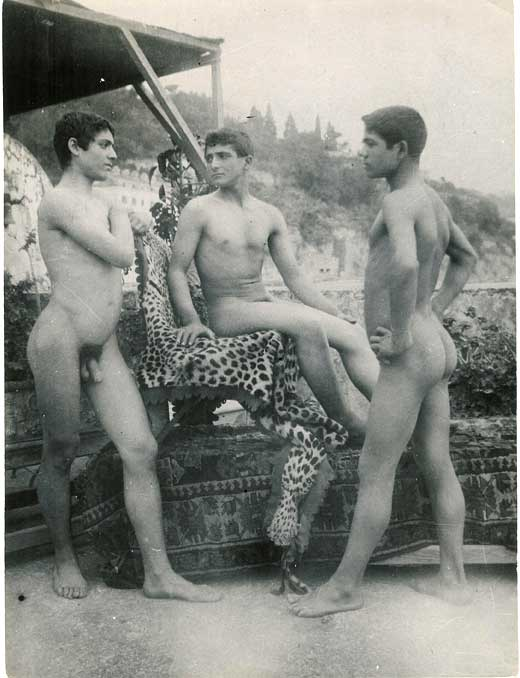
Nudo maschile (tre ragazzi napoletani). Wilhelm von Gloeden (1856-1931)

L'uso di vari tipi e capi d'abbigliamento nella vita quotidiana è un fatto che si verifica comunemente nella maggioranza delle società umane. Non si sa con precisione quando l'essere umano abbia iniziato ad indossare vestiti per coprire la sua nudità; l'antropologia crede che pelli d'animali assieme a foglie e rami intrecciati siano stati adattati in rivestimenti principalmente per proteggersi dal freddo, dal caldo e dalla pioggia, soprattutto a seguito delle migrazioni in regioni dai climi estremi.
L'ipotesi alternativa vuole che i vestiti possano essere stati inventati anche per altri scopi come la magia, la decorazione corporea, gli atti cultuali, o per indicare una condizione di prestigio sociale.
In seguito all'introduzione dell'abbigliamento, diverse culture hanno tenuto un'ampia varietà di atteggiamenti sulla nudità.
Nelle civiltà sviluppate nei climi caldi, la nudità è stata, almeno fino alla nascita della cultura occidentale, un fatto abituale per uomini e donne. In una tribù africana gli uomini stavano sempre nudi, eccetto per un laccio legato alla cintola. Con esso sarebbero stati considerati vestiti appropriatamente per cacciare e per altre attività e senza sarebbero stati nudi. In un certo numero di tribù nell'isola del Pacifico meridionale della Nuova Guinea, gli uomini usano rigidi baccelli di un frutto simile alla zucca come fodero per il pene. Mentre celano il vero pene, essi da una certa distanza danno l'impressione di un lungo ed eretto fallo. Tra i nativi americani Chumash della California meridionale, gli uomini erano solitamente nudi e le donne erano spesso in topless. I nativi americani del bacino amazzonico generalmente giravano nudi o quasi; in molte tribù l'unico indumento indossato era una sorta di strumento portato per tenere chiuso il prepuzio.
Tuttavia altre culture simili hanno avuto differenti standard. Ad esempio, altri nativi nordamericani generalmente evitavano la totale nudità e i nativi americani delle montagne e dell'Ovest dell'America del Sud, come i Quechua, si tenevano abbastanza coperti.

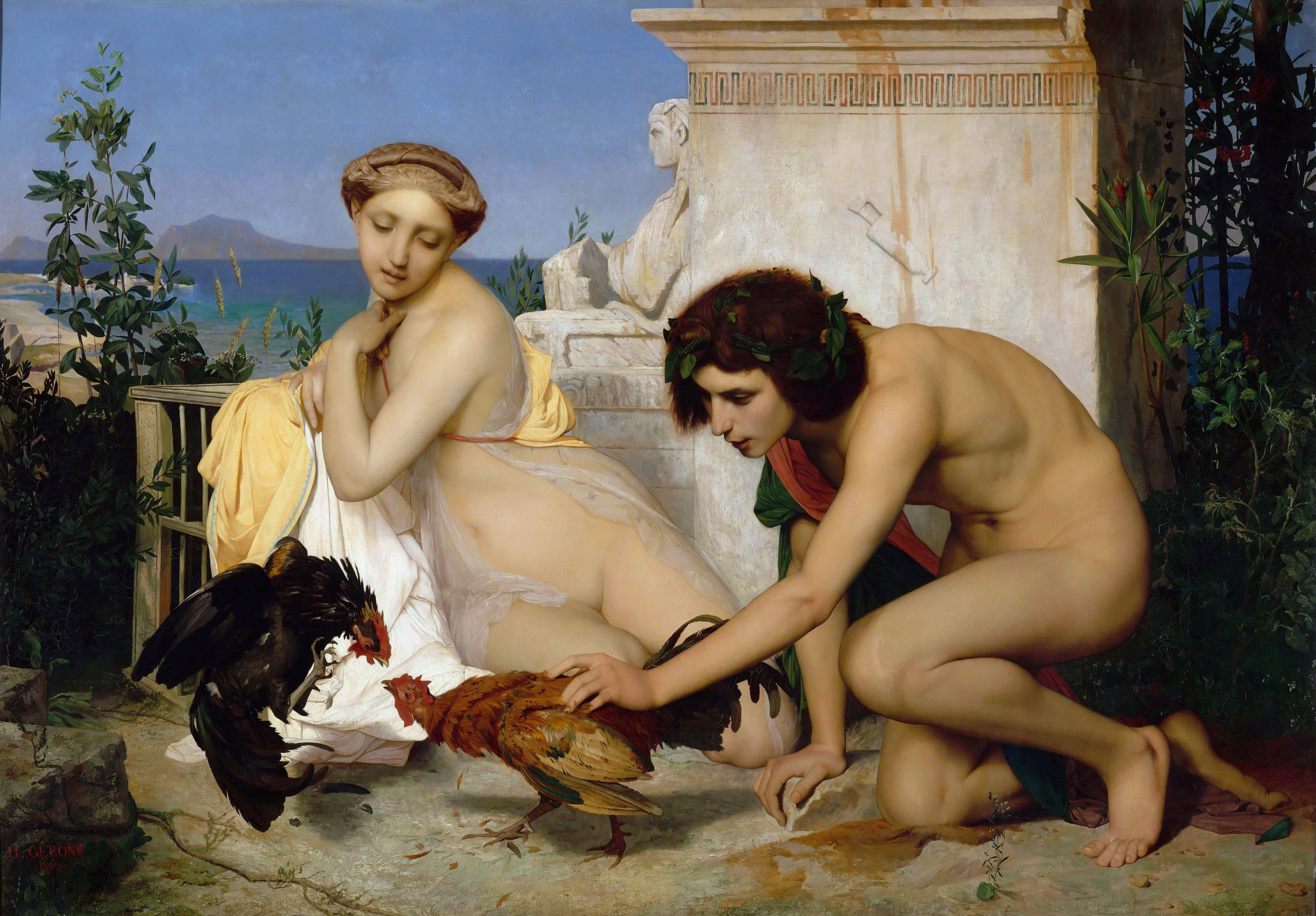
La nudità era accettabile per il locale francese del XIX secolo Salon, solo finché il contesto era visibilmente "classico", raffigurando personaggi in una cultura in cui la nudità era comune, come in questo dipinto di Jean-Léon Gérôme (1847)

In alcune regioni dell'antica Grecia, come Creta e Sparta, la nudità era più o meno accettata. Nella Grecia e nella Roma classica la pubblica nudità era accettata nel contesto dei bagni pubblici o nell'atletica, infatti la parola greca gymnasium significa "luogo per essere nudi". Gli atleti dovevano gareggiare comunemente nudi e molte città-stato non ammettevano partecipanti o spettatori di sesso femminile a questi eventi, con l'eccezione di Sparta. Tuttavia era comune per una persona essere punita e frustata nella pubblica piazza per essersi spogliata. Nei resoconti biblici dell'epoca della Roma Imperiale i prigionieri erano spesso spogliati delle loro vesti, come forma di umiliazione.
Fino all'inizio dell'VIII secolo i Cristiani nell'Europa Occidentale erano battezzati nudi. "La scomparsa del battesimo per immersione nell'epoca Carolingia diede alla nudità una connotazione sessuale che era precedentemente assente per i cristiani" (Rouche 1987 p 455). Nel contempo divenne comune rappresentare il Cristo sulla Croce con indosso una lunga tunica.
Fino all'Ottocento la nudità pubblica era considerata oscena. Oltre alle spiagge distinte per genere, erano usate "bathing machine" per nascondere il corpo nudo. Agli inizi del Novecento un uomo a petto nudo era scandaloso in talune spiagge.

### Nudità in senso spirituale

Adamo ed Eva, di Lucas Cranach (1538)

Sul piano spirituale, in particolare nella religione giudaico-cristiana, la nudità viene associata inizialmente alla condizione di purità e innocenza: infatti tale era quella di Adamo ed Eva quando furono creati nel Paradiso terrestre, prima del peccato originale: «ora tutti e due erano nudi, l'uomo e sua moglie, ma non ne provavano vergogna». Fu solo dopo aver mangiato il frutto dell'albero proibito che entrambi si accorsero di essere nudi, acquisendo la conoscenza del bene e del male, della differenza tra i sessi e della perdita del proprio legame originario con la natura.
( Genesi, 3, 7-11, su laparola.net.)
Quella condizione di nudità che in origine era sinonimo di purezza e di candore si era tramutata paradossalmente nel suo contrario, diventando foriera di tentazioni, della concupiscenza e degli istinti più bassi.
Se nell'arte greca la nudità era intesa generalmente come sinonimo di purezza, riguardando molto più gli uomini delle donne, e anche nella mitologia Zeus ordinava che i mortali venissero giudicati «nudi, senza quei rivestimenti, dopo la morte», l'ambivalenza del significato spirituale della nudità, oscillante tra l'innocenza e la vergogna, permeò in particolare l'arte cristiana, in cui furono tollerate le figure nude di Adamo ed Eva, oltre a quella di Gesù ritratto nei momenti della Flagellazione, della Crocifissione, della Deposizione e della Pietà. Jacques Le Goff sottolinea che la «rinuncia alla carne» dovuta all'istituzionalizzazione del cristianesimo sia cominciata già in ambito pagano verso il II secolo d.C., «tra l'epoca di Cicerone e il secolo degli Antonini». Invece col Rinascimento si ebbe un'autentica esplosione del nudo, soprattutto di quello femminile, sia nell'arte laica sia in quella religiosa.
(Jacques Le Goff, Il Medioevo e le radici dell'Europa, intervista di Silvia Luperini su "La Repubblica", 17 gennaio 2007)

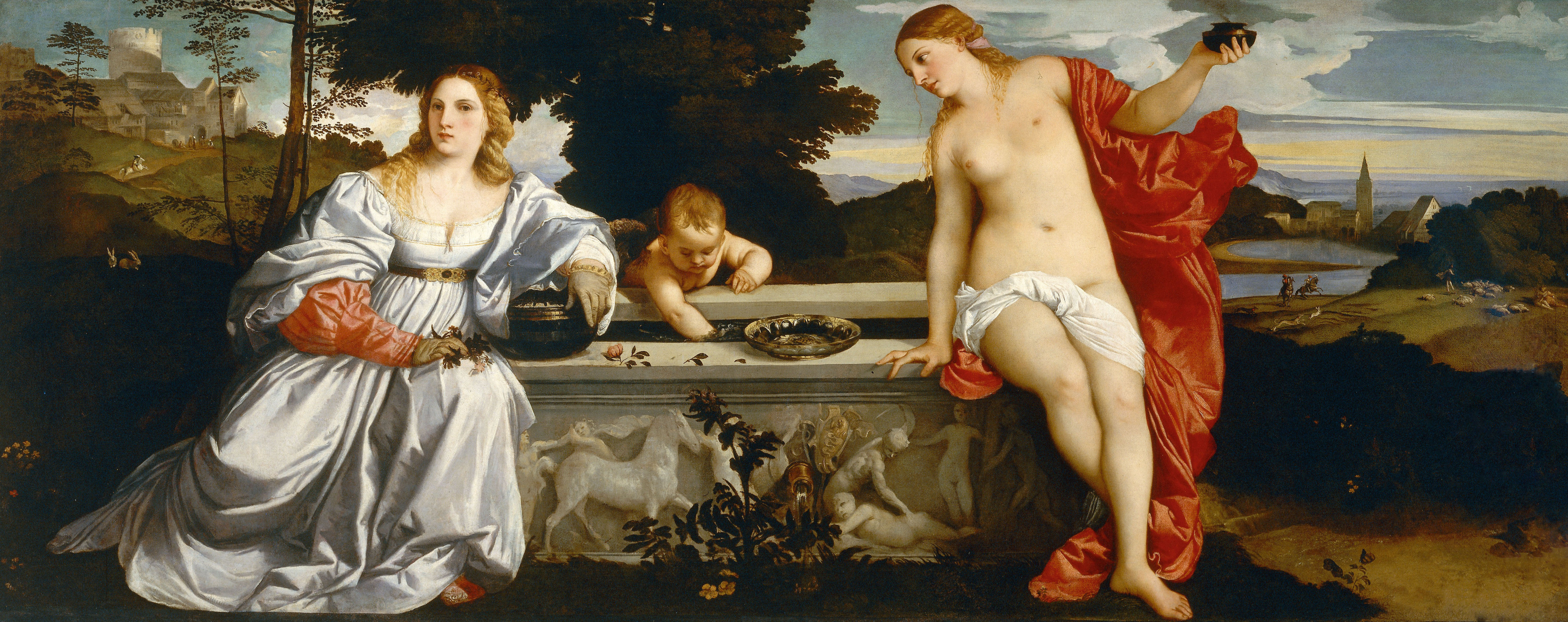
Tiziano, Amor Sacro e Amor Profano (1515)

La nudità nel Rinascimento s'impose come simbolo della spiritualità e dell'Idea platonica, priva di rivestimenti materiali e perciò autentica e pura come la Verità, secondo il motto di Orazio. Ad esempio nell'opera di Tiziano Amor sacro e Amor profano, contrariamente all'interpretazione che venne data nei secoli successivi, la donna nuda è allegoria dell'amore spirituale, ossia della Venere celeste, mentre quella vestita rappresenta l'amore terrestre e profano.
Tuttavia non mancarono varie obiezioni a una tale esibizione di nudi. Papa Pio IV ad esempio ordinò a Daniele da Volterra di coprire le nudità più indecenti del Giudizio Universale di Michelangelo.

## Varie abitudini moderne
Come regola generale la nudità pubblica non è accettata nella maggior parte delle società moderne, tuttavia esistono molte eccezioni e circostanze particolari in cui la nudità è tollerata, accettata o addirittura incoraggiata.
In generale nella cultura occidentale si trova la maggior parte delle restrizioni quando vengono messe in evidenza le parti intime, specialmente tra persone di sesso diverso. Così gli organi sessuali e il seno delle donne sono spesso coperti, anche quando altre parti del corpo possono essere liberamente scoperte.
La nudità, completa o parziale, può essere parte di una punizione corporale o come umiliazione forzata, in particolare se comminata in pubblico.
La nudità di fronte a estranei dello stesso sesso è spesso più accettata di quella di fronte all'altro o a entrambi i sessi, ad esempio nelle docce aperte, negli spogliatoi, ecc. Spogliatoi distinti per genere servono a evitare accidentali nudità di fronte all'altro sesso.
In alcune strutture in cui la nudità serve come insegnamento pratico, come ad esempio un intervento medico, un massaggio terapeutico o nelle arti figurative, un individuo può essere nudo di fronte a una o più persone vestite. La nudità totale per il modello resta la norma nella pittura figurativa.
Sebbene negli USA l'esposizione del seno delle donne sia solitamente tollerata, la sua esposizione in pubblico non è ancora solitamente ammessa; il pubblico allattamento al seno, dal momento che l'esposizione include la sua funzionalità, può essere considerato meno sconveniente, ma è ancora talvolta problematico. Tuttavia tribunali in alcune giurisdizioni nordamericane, inclusi gli Stati dell'Ontario e di New York, hanno legalizzato l'esposizione dei capezzoli femminili sulla base di uno stesso livello di libertà (XIV emendamento della Costituzione degli Stati Uniti d'America). Il movimento del "topfree equality" promuove uguali diritti per le donne di non avere vestiti a coprire il petto; il termine "topfree" piuttosto che "topless" è usato per evitare la precedente connotazione sessuale.
La nudità è fortemente associata alla sessualità nella maggior parte delle culture in cui un certo livello di pudore è previsto. Ciò è evidenziato dall'esistenza di striptease in queste culture. Come effetto dell'eredità culturale cattolica, nelle culture latine la definizione comune di pudore generalmente non ammette la nudità genitale, ma la definizione di ciò che è permesso è cambiata e i seni delle donne sono adesso normalmente esposti o raffigurati senza scandalo.

### Naturismo

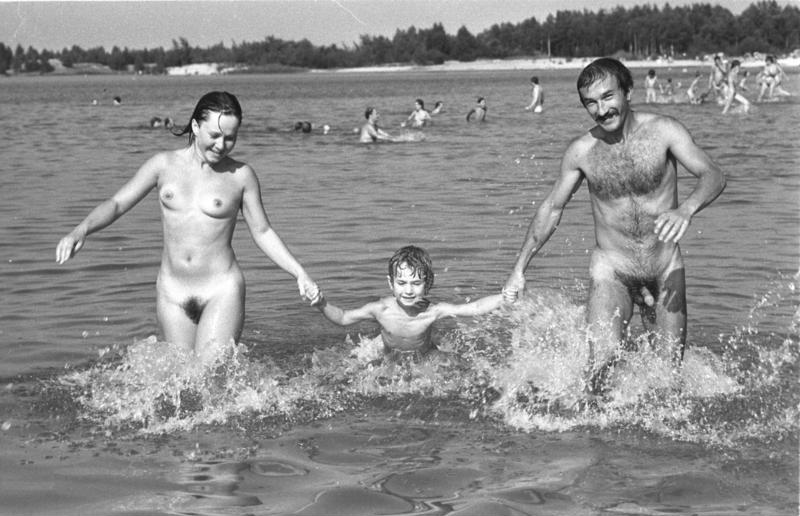
Spiaggia naturista sul lago di Senftenberg (Repubblica Democratica Tedesca) nei primi anni ottanta

La tendenza in alcuni paesi europei, come Spagna, Francia, Croazia, Germania, Finlandia, Italia e Paesi Bassi, è di ammettere entrambi i sessi a fare il bagno nudi assieme.
Vi è anche chi non considera la nudità sociale e in pubblico disdicevole. Questa considerazione è propria sia del nudismo sia del naturismo, che è possibile praticare sia in luoghi pubblici come spiagge, sia in luoghi privati come campeggi, alberghi e altre strutture ricettive. Lo stato di nudità nel nudismo e nel naturismo viene vissuto per gli effetti benefici di rilassamento, serenità e senso di unione con la natura che esso può donare. Per il naturista quindi la nudità non è strumento per attuare comportamenti osceni: per il naturista i limiti morali di comportamento in stato di nudità in pubblico sono gli stessi di quando si portano gli abiti.
Altri praticano la nudità pubblica più casualmente. Prendere l'abbronzatura in topless è considerato accettabile in molte spiagge di tutta Europa e anche in alcune piscine all'aperto, anche la legislazione italiana si è da decenni ormai favorevolmente espressa in merito; tuttavia l'esposizione dei genitali è riservata alle aree nudiste nella maggior parte delle regioni. Negli Stati Uniti prendere il sole in topless e perizoma è comune nel Sud Miami Beach (Florida). C'è un certo numero di spiagge nudiste sopra e sotto la costa occidentale degli USA. Dal 1996 la decisione di un tribunale in Ontario permette alle donne di andare in topless in pubblico in Canada.

### I bambini
I comportamenti verso la nudità dei bambini variano sostanzialmente a seconda dell'età del bambino e del contesto della nudità. Tra alcune persone sono cambiati visibilmente dalla fine del XX secolo, generalmente dovuti all'aumento della conoscenza e della consapevolezza dell'esistenza degli abusi sessuali sui minori e al senso di apprensione che ne deriva. In realtà proprio quest'aumento di attenzione nelle società contemporanee, sia della popolazione sia degli ordinamenti giuridici degli stati, offre all'infanzia una sicurezza maggiore di quanto accadeva in passato.
Uno degli atteggiamenti più tradizionali tratta la nudità dei bambini come innocua. Questa è la più comune realtà degli infanti che sono spesso raffigurati nudi senza alcuna connotazione sociale.
In molti luoghi ai bambini è insegnato di non farsi mai vedere nudi da persone di sesso opposto. In queste circostanze, i bambini di solito si vergognano se qualcuno dell'altro sesso li vede nudi, eccezion fatta per i genitori o qualche stretto parente. Possono persino essere soggetti a derisioni e scherzi da parte di bambini vestiti. Tuttavia i bambini di questa età possono anche essere motivati dalla loro curiosità a esporsi di nascosto a bambini dell'altro sesso in cambio di fare lo stesso. Questa attitudine verso la nudità e la separazione dei generi di solito ha il suo picco all'età di circa nove anni.
La possibilità offerta da internet di pubblicare contenuti visibili in rete ha creato una parziale reazione negativa nei paesi sviluppati contro la tendenza generale alla crescente accettazione della nudità pubblica, in particolare dei bambini. In alcuni casi, qualsiasi nudità pubblica di una persona sotto l'età del consenso potrebbe essere considerata illegale. Ad esempio ci sono stati episodi in cui le riprese dei genitori dei loro bimbi al bagno o comunque nudi sono stati distrutte o denunciate alle forze dell'ordine come pedopornografia. In Nuova Zelanda le fotografie di minori nudi su giornali e riviste erano una volta socialmente accettati, oggi invece causerebbero scandalo e ribrezzo.

### Abitudini non occidentali
Alcune strette interpretazioni dell'Islam chiedono che le donne si coprano tutto il corpo, compreso il viso (vedi burqa).
Esistono ancora tradizioni molto diverse, ad esempio tra gli africani di colore del dopo-colonialismo. Mentre alcune tribù del Togo e dell'Etiopia, per esempio i Suri, si mostrano comunemente completamente nudi o senza copertura sotto la cintola, tra il popolo Bantu c'è spesso una completa avversione per la pubblica nudità.
In molte culture i bambini possono andare pubblicamente nudi, totalmente o parzialmente, mentre gli adulti non possono; di solito il limite è una determinata età o una cerimonia che coincide con l'inizio dell'adolescenza o dell'età adulta. Ad esempio in una tribù del Benin la tradizionale scarificazione corporea sulla testa è eseguita su un piccolo bambino completamente nudo, ma per un ragazzo che riceve l'iniziazione ad adulto è esposto solo il torso dove sono fatte le cicatrici.

## La nudità oltre le regole sociali

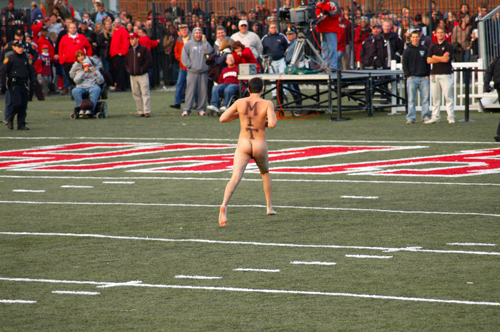
Streaking su un campo di football americano.

Si intende per streaking il correre nudi in un luogo pubblico non nudista, di solito per divertimento.
La nudità è stata talvolta usata per attirare l'attenzione in una protesta pubblica, una tattica usata dai Doukhobors agli inizi del XX secolo e più tardi, particolarmente dagli anni sessanta, molto più sovente, ad esempio in proteste femministe, no-global o pacifiste. Gli agricoltori messicani di ambo i sessi del movimento veracruzano dei 400 pueblos sono soliti sfilare nudi per protesta per le strade principali delle più popolate città del loro paese.
Sono oggi sempre più diffuse, per sport, protesta o puro divertimento, le esibizioni di nudità pubblica per le strade, specie in manifestazioni come il Burning Man, il Gay Pride, la Love Parade, il Bay to Breakers, il World Naked Bike Ride.
Nella pornografia soft, che inizialmente fu presentata come "rivista per uomini", si accettava mostrare i seni negli anni cinquanta. Dagli anni settanta, in certe riviste come Playboy e Hustler, nessuna parte del corpo venne più considerata off limits e stava sviluppandosi l'industria del porno, in cui la totale nudità e qualsiasi tipo di attività sessuale è cosa comune.
Per "strip-tease" si intende di spogliarsi mentre si danza. La ballerina in scena si toglie progressivamente gli indumenti mentre balla a ritmo di musica. Nel Novecento star dello striptease come Gypsy Rose Lee raramente, nelle loro performance, si spogliavano completamente. Ora più esotiche ballerine rimangono in topless, indipendentemente dal genere sessuale, forse indossando un tanga. Negli anni settanta nascevano i primi club dove uomini si spogliavano, parzialmente, per donne eterosessuali. Ora si trovano club dove ballerini di entrambi i sessi si spogliano per una clientela sia etero sia omosessuale.

## Raffigurazioni della nudità

### La nudità nell'arte

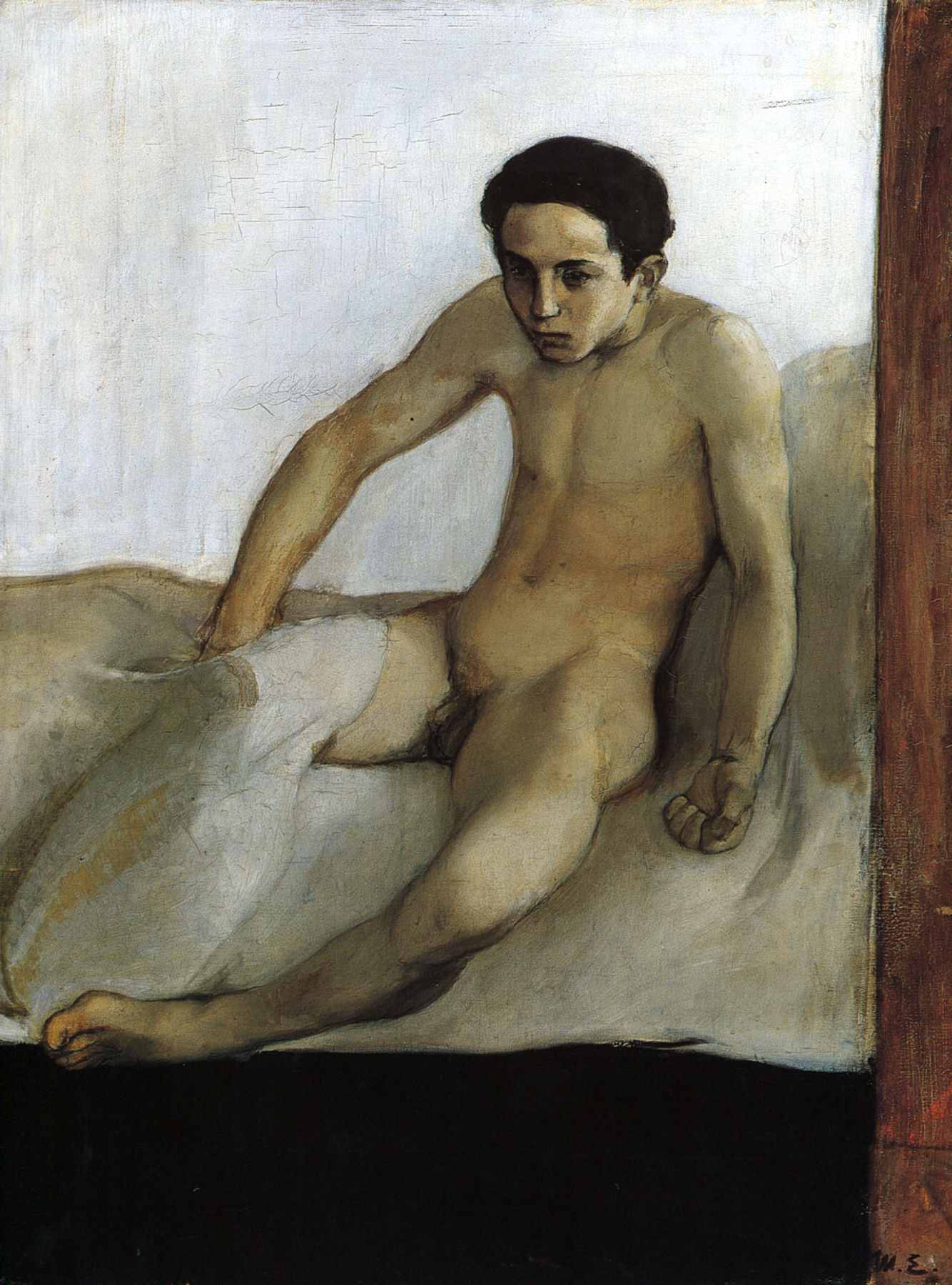
Magnus Enckell - "The raising"

La raffigurazione della nudità nell'arte, ad esempio nel Medioevo, veniva considerata blasfema. Più recentemente, nelle culture in cui la nudità era accettata, non c'era problema per i nudi in pittura e scultura, mentre in altri ambienti la nudità artistica è stata solamente più tollerata della nudità "vera", con diversi standard.
Il cambiamento delle attitudini sociali sulla nudità artistica ha talvolta condotto a conflitti sull'arte che non è più conforme agli standard prevalenti. Ad esempio, la Chiesa Cattolica Romana una volta organizzò la cosiddetta campagna della foglia di fico per coprire la nudità nell'arte, iniziando dalle opere dell'artista Rinascimentale Michelangelo.

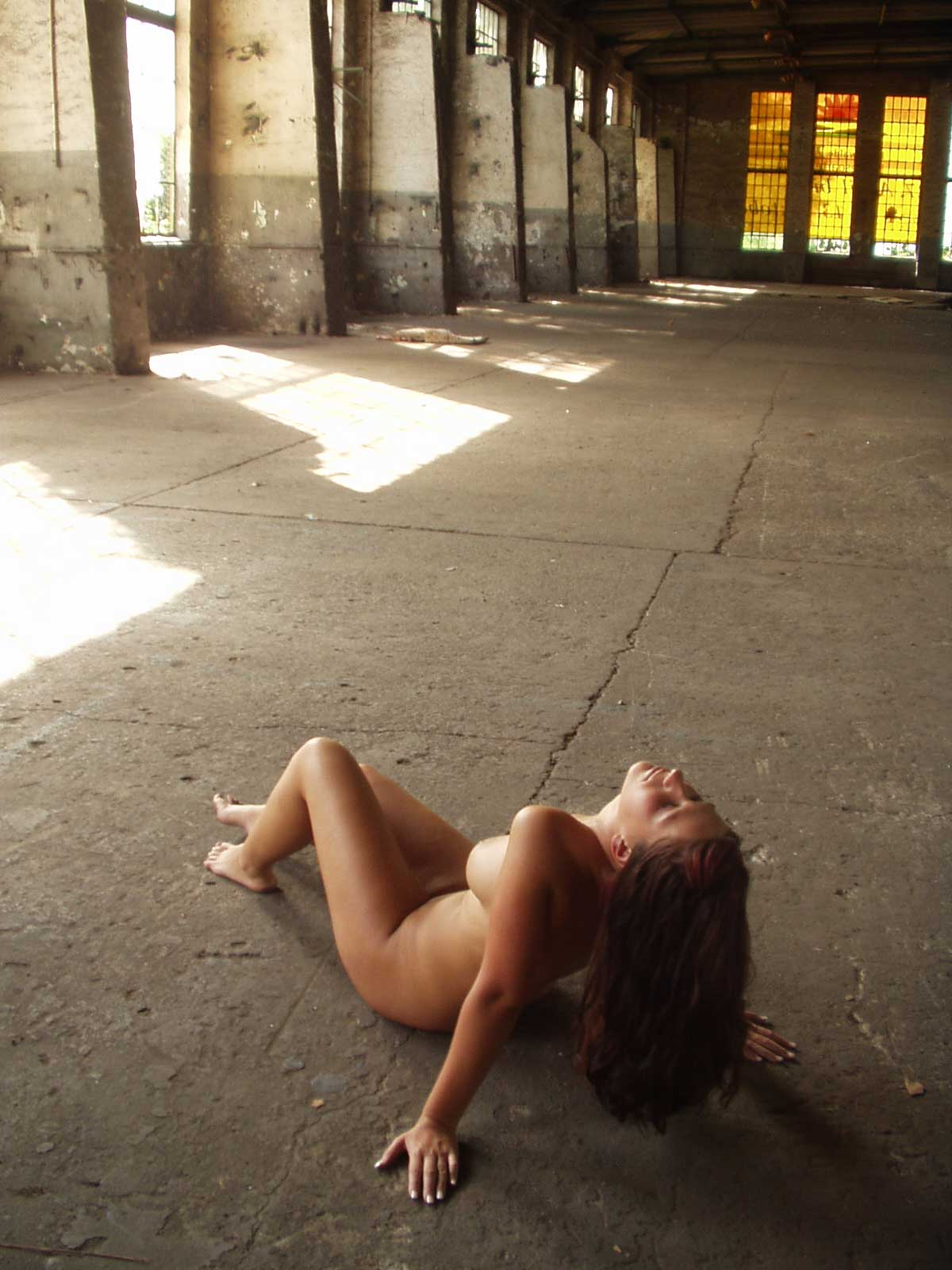
Foto di nudo artistico

Il nudo è diventato una specie di arte rappresentativa, in particolare nella pittura, nella scultura e nella fotografia. Raffigura persone senza indumenti, di solito con stili che distinguono gli elementi artistici dell'essere nudo senza essere provocatorio.
In particolare nelle arti figurative si distingue il "nudo artistico" dal "nudo erotico": nel primo caso si tende a mostrare la bellezza, mentre nel secondo viene messa in evidenza la sensualità.
La nudità nell'arte, anche quando mostrata pubblicamente, per esempio con una statua o un dipinto che rappresentano una persona nuda, viene accettata con più facilità rispetto a persone nude in un luogo pubblico dove la nudità non è ammessa. Comunque c'è anche molta arte che raffigura una persona nuda con un pezzo di tessuto che a stento copre i genitali. Uno sketch degli anni sessanta che ha per protagonisti i comici inglesi Peter Cook e Dudley Moore che ammirano Le grandi bagnanti 2 di Cézanne alla Galleria Nazionale di Londra ironicamente suggeriscono che ci devono essere centinaia di dipinti che non sono esposti pubblicamente perché i pochi vestiti non erano al posto giusto mentre gli artisti li dipingevano.

### La nudità nei media
Attualmente nei media le immagini di nudo parziale o totale vengono usate nella pubblicità per attirare l'attenzione del pubblico. Nel caso di modelle attraenti questa attenzione è dovuta al piacere che l'immagine procura alla vista; in altri casi è dovuta alla relativa rarità di immagini di nudo. L'uso della nudità nella pubblicità tende ad essere attentamente controllato per evitare l'impressione che le aziende il cui prodotto è pubblicizzato sia indecente o volgare. Ci sono anche limiti su cosa i media che fanno pubblicità, come le riviste, permettono. Il successo della pubblicità sessualmente provocatoria è denunciato dal detto "il sesso vende". Comunque le reazioni alla nudità nella pubblicità americana sono state più variegate; per esempio la nudità negli spot di Calvin Klein, Benetton e Abercrombie and Fitch ha provocato reazioni positive e negative (Sesso nella pubblicità). Come immagine di nudità, non necessariamente pornografica, viene considerata come forma più estrema la "nudità frontale", riferendosi al fatto che l'attore o modello è presentato "tutto al completo" con i genitali esposti. Frequentemente immagini di persone nude non si spingono a tanto e le foto sono deliberatamente composte e i film montati in modo che in particolare i genitali non siano mostrati, come se la telecamera non riuscisse a vederli per caso.
La rappresentazione della nudità nei film è stata a lungo causa di controversie. Molti primi film del cinema muto la presentavano; in risposta alle obiezioni di molte associazioni, le scene di nudo erano vietate nei principali film americani dal codice Hays dagli anni trenta fino agli anni sessanta quando l'MPAA film rating system fu istituito. Nei primi anni cinquanta le uniche rappresentazioni cinematografiche della nudità erano nei documentari naturisti. Nel 1959 The Immoral Mr. Teas divenne il primo film non naturista che apertamente esibiva la nudità. Questi primi film erano sulla nudità o sulla visualizzazione della nudità, piuttosto che l'uso nel film di nudità incidentali come parte di una storia più complessa.
Solo dopo l'avvento del Sistema di classificazione MPAA rating system la nudità può essere legittimamente inclusa in film commercialmente di successo costruito su altre vicende. Da allora molti film hanno contenuto differenti livelli di nudità; comunque la completa nudità frontale, specialmente quella maschile, è ancora rara nel cinema americano. Inoltre, in primo luogo a causa delle implicazioni presenti, è comunemente più accettabile per i genitali maschili essere ripresi in uno stato flaccido, che non in erezione. Il film Angels and Insects fu il primo a cui fu data una classificazione NC-17 specificatamente perché un attore aveva un'erezione.
La nudità totale è stata maggiormente accettata dal cinema europeo, mentre nel cinema statunitense il pubblico percepisce la nudità più opinabile rispetto all'eccesso di violenza. La nudità negli show, in un contesto sessuale comunque non pornografico, socialmente viene tollerata, almeno a partire dalla seconda metà del Novecento.

#### Il nudo in televisione
Negli Stati Uniti la televisione via etere e le più importanti televisioni via cavo sono state spesso piuttosto riluttanti a mostrare scene di nudo, con la sola eccezione della PBS. Pochissime serie televisive negli anni novanta, tra cui New York Police Department, hanno occasionalmente incluso scene di nudo parziale maschile o femminile. Quando i film destinati alle sale vengono trasmessi in televisione, sono generalmente presentati al pubblico con le scene di nudo tagliate o con le nudità censurate in qualche altro modo, per esempio con l'uso di tecniche di videoritocco. Alcune emittenti via cavo a pagamento come la HBO o la Showtime hanno visto aumentare la propria popolarità trasmettendo film non censurati. Inoltre esse hanno prodotto alcune serie che non rifuggono le scene di nudo come Oz, Sex and the City, I Soprano, e Queer as Folk. Da alcune tv via cavo californiane (Public Access Cable) sono trasmessi programmi (My Naked Truth (dal 2008) prodotto e presentato da Gypsy Taub,  Free Body Culture (2009) di George Davis, presentato da SaraKay, prodotto da FivePoints ArtHouse di San Francisco) costituiti da interviste, filmati, reportage in cui si è completamente nudi dall'inizio alla fine.
Occasionalmente la nudità fa capolino anche attraverso altri media, spesso accompagnata da discussioni. Le copertine di dischi contenenti foto di nudo pubblicate da artisti, come Jimi Hendrix, John Lennon e Yōko Ono, Blind Faith, e Jane's Addiction, sono per anni state causa di controversie. Alcuni musicisti rock si sono addirittura esibiti nudi sul palco durante i loro concerti: tra questi alcuni componenti dei complessi dei Jane's Addiction, Rage Against the Machine, Green Day, The Jesus Lizard, Red Hot Chili Peppers, e blink-182.
Le Soap opera televisive ben di rado si sono azzardate a mostrare scene di nudo, con la sola eccezione delle produzioni della Procter & Gamble As the World Turns e Sentieri che nel 2005 si sono spinte a mostrare nudi maschili di spalle durante le scene d'amore. Dopo il clamoroso caso del Superbowl, durante il quale la cantante Janet Jackson ha non si sa quanto inavvertitamente mostrato un seno, il commissario della Commissione Federale per le Telecomunicazioni ha stabilito che era giunto il momento di usare la mano pesante verso le trasmissioni televisive della fascia diurna e ha dichiarato che intendeva verificare se le soap opera stessero forse violando i divieti fissati dall'agenzia riguardo alle immagini indecenti. A seguito di ciò, la soap Sentieri dovette tagliare una scena di nudo da una puntata già registrata. La settimana dopo il produttore esecutivo della serie John Conboy venne licenziato e sostituito da Ellen Wheeler. Tutte le soap opera dei nove network statunitensi si sono quindi autoimposte la regola non scritta di evitare ogni tipo di rischio in materia.
Spesso a tutto questo si fa eccezione per le immagini di quelle persone la cui nudità è resa accettabile dall'essere espressione di una cultura tradizionale. Questa cosiddetta "nudità etnografica" è presente in riviste come il National Geographic nonché in vari documentari tranquillamente trasmessi negli Stati Uniti.